# Paul Buganey
Paul Buganey (ur. 1 grudnia 1952) – australijski judoka. Olimpijczyk z Montrealu 1976, gdzie zajął siódme miejsce w wadze średniej.
Uczestnik mistrzostw świata w 1975. Zdobył trzy medale mistrzostw Oceanii w latach 1977 - 1979. Mistrz Australii w 1976, 1980 i 1988 roku.

## Letnie Igrzyska Olimpijskie 1976
| Konkurencja | Eliminacje           | Repasaże             | Repasaże                | Klas. końcowa |
| Konkurencja | Przeciwnik I         | Przeciwnik I         | Przeciwnik II           | Miejsce       |
| ----------- | -------------------- | -------------------- | ----------------------- | ------------- |
| 80 kg       | Isamu Sonoda (JPN) P | Jong In-chol (PRK) Z | Park Young-chul (KOR) P | 7.            |